# Hugh Dalton

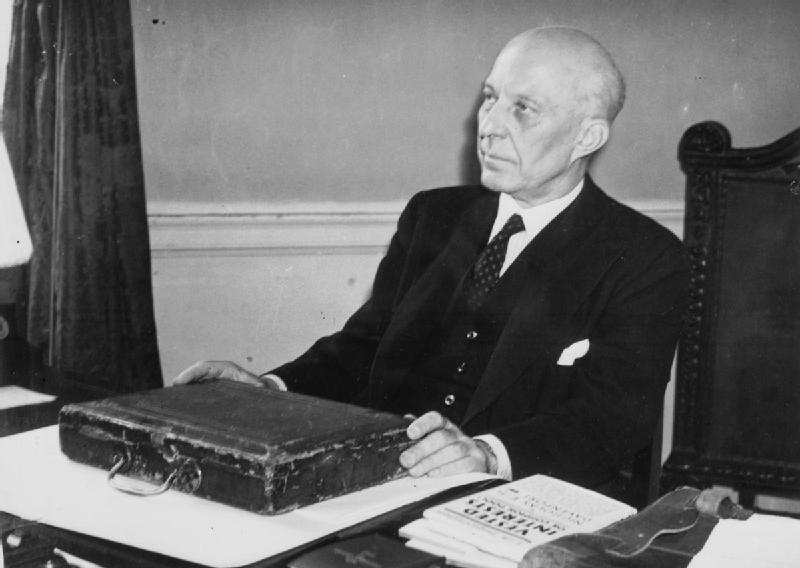
Hugh Dalton

Edward Hugh John Neale Dalton, Baron Dalton (* 26. August 1887 bei Neath, Glamorgan; † 13. Februar 1962 in London) war ein britischer Politiker.
Dalton war Labour-Mitglied und gehörte von Oktober 1924 bis Oktober 1931 als Abgeordneter für den Wahlkreis Camberwell and Peckham, sowie von November 1935 bis Oktober 1959 für den Wahlkreis Bishop Auckland dem britischen Unterhaus (House of Commons) an. 1940 wurde er Minister für ökonomische Kriegsführung und geheim, als Minister of Special Operations, Leiter des SOE sowie 1942 Handelsminister. Von 1945 bis 1947 war er Schatzkanzler, musste aber zurücktreten, nachdem er vorab Informationen über geplante Steueränderungen in einem Interview preisgegeben hatte. Von 1948 bis 1951 war er Mitglied des Kabinetts Attlee.
Dalton wurde 1960 durch Königin Elisabeth II. als Baron Dalton, of Forest and Frith in the County Palatine of Durham, zum Life Peer erhoben und war dadurch bis zu seinem Tod, 1962, Mitglied des Oberhauses (House of Lords).